# Comité voor Initiatief Brugge
Het Koninklijk Comité voor Initiatief Brugge is een vereniging die in Brugge zorg draagt voor het organiseren van publieke feesten en manifestaties.

## Ontstaan
In 1956 werden in Brugge heel wat feestelijkheden georganiseerd naar aanleiding van de inhuldiging van burgemeester Pierre Vandamme. De nood liet zich toen gevoelen aan een meer permanente organisatie voor het organiseren van openbare feesten.
Met de steun van het stadsbestuur werd op 9 maart 1956 door een tiental Bruggelingen, een Comité voor Initiatief opgericht, waar ze zich vrijwillig wilden voor inzetten. De juridische vorm van een vereniging zonder winstoogmerk werd aangenomen en in januari 1958 vond de eerste statutaire algemene vergadering plaats. De stichters waren: Etienne Claeys, Firmin Raes, Emile Tytgadt, Roger Corty, Eugène De Becker, Florent Machiels, Edouard Trips, Fernand Vandamme, Charles Vanhove, Arnould Vanneste en Frans Vromman.
Als doel werd gesteld initiatieven te nemen en te ondersteunen die cultuur, toerisme en ontspanning in Brugge bevorderden. De vereniging telde in zijn algemene vergadering 27 leden, waarvan acht de raad van bestuur vormden. Ter gelegenheid van het vijftigjarig bestaan van de vereniging werd het predicaat Koninklijk verleend.

## Evenementen
Tijdens de voorbije decennia organiseerde het Comité tal van evenementen.
Het organiseerde stoeten, parades, bals, muzikale happenings, militaire taptoes, tentoonstellingen, inhuldigingsstoeten voor burgemeesters, steekspelen. De vereniging lag mee aan de basis van de heropleving van het carnaval, de volkse Sterrenstoet en gaf de meest diverse concerten. Een voorbeeld hiervan was het concert “Lotti goes Classic” dat bij de opening van de heraangelegde Markt werd gegeven. Bij tal van activiteiten werkte de vereniging achter de schermen mee.
- De stoet naar aanleiding van de installatie van burgemeester Vandamme op 1 juli 1956 in Brugge, en op 8 juli in Zeebrugge, was het eerste initiatief.
- De Reiefeesten volgden, op een idee van het Comitélid Florent Machiels. De eerste editie vond plaats in 1963. Het initiatief werd voortaan, eerst om de twee jaar en vervolgens om de drie jaar hernomen. Telkens ontvingen de Reiefeesten ongeveer 30.000 betalende bezoekers. In 1986 waren het er 58.000. Belangrijke momenten uit de geschiedenis van Brugge werden tijdens de Reiefeesten tot leven gebracht door middel van openluchttheater, dans, muziek en multimediavoorstellingen, op en rond de Brugse reien. De 50ste verjaardag van de Reiefeesten was een jubileumuitgave. Na de beslissing om de Reiefeesten slechts om de 5 jaar door te laten gaan, volgde er in 2018 door onvoldoende financiering toch geen editie. Er wordt in Brugge nagedacht om het initiatief toch nieuw leven in te blazen in een meer eigentijdse versie.
- Het Comité verleent zijn medewerking aan de prestigieuze vijfjaarlijkse Gouden Boomstoet.
- In opdracht van het stadsbestuur van Brugge organiseert het Comité sinds 1975 jaarlijks een muzikaal volksfeest naar aanleiding van de nationale feestdag. Eerst vond het feest plaats op het Zand en vervolgens in het Astridpark. Door de toenemende belangstelling werd in 2002 uitgeweken naar de Markt, waar veel meer mensen de optredens konden bijwonen. Vanaf 2004 werd het feest uitgebreid tot 3 dagen, onder de noemer de Brugse Tripel Dagen. De concerten en acts waren telkens goed voor 20 à 30.000 belangstellenden.
- Het Comité vestigde op 21 juli 2006 een nieuw wereldrecord polonaise-dansen met 3379 deelnemers.
- In 2003 werd met de Nederlandse Stichting De Vierschaar de Brugs-Bergse Culturele Combinatie opgericht, kortweg BBCC. Deze organisatie bevorderde de internationale samenwerking tussen Brugge en Bergen op Zoom. In het kader hiervan werd onder meer een tentoonstelling opgezet onder de noemer Opland/Marec, waarbij werk van de Nederlandse politieke tekenaar Opland werd gecombineerd met tekeningen van de Brugse cartoonist Marec. Een tweede dubbeltentoonstelling werd gewijd aan de Brugse beeldhouwer Hubert Minnebo en de Bergense schilder Jan Wessendorp. Voorts werkten koks uit Brugge, alsmede het Chocolademuseum en Frietmuseum uit Brugge ook mee aan Proefmei, een jaarlijks gastronomisch festival in Bergen op Zoom. Ook werd in Bergen op Zoom een tentoonstelling gehouden van Brugse kant en verhuisde de tentoonstelling Pronkstukken uit het stadsarchief tijdelijk van Brugge naar het Markiezenhof in Bergen op Zoom. De Brugs-Bergse samenwerking leidde ook tot uitwisseling van koren uit beide steden n.a.v. een herdenking van Jacob Obrecht, de 15de-eeuwse musicus die zowel in Brugge als in Bergen op Zoom actief was.
- In 2006 werd de vijftigste verjaardag gevierd met een feestprogramma dat als hoogtepunt kende de opvoering op de Burg van het openluchtspektakel Baselius. Meer dan 300 acteurs, figuranten, dansers en muzikanten werkten hieraan mee. De kritieken waren zeer lovend. Daarnaast was er
  - de tentoonstelling 100 jaar feesten in Brugge,
  - de eerste editie van de Prijs Etienne Claeys voor jong talent,
  - het muziekevenement Hafabrugge waarbij alle Brugse harmonieën en fanfares samen concerteerden op de Markt. Het initiatief werd hernomen in 2011 en uitgebreid tot een tweedaagse. Bestemd om tweejaarlijks plaats te hebben, is de volgende editie op 23 en 24 augustus 2013.
- Op oudejaaravond wordt op het Zand een massaal bijgewoonde zangactiviteit georganiseerd.
- Een webcam werd in 2008 op de Markt van Brugge geplaatst en op 16 juni 2012 aangepast, zodat permanent de beelden van de Markt dubbel zo groot als voordien te bekijken zijn en om twee seconden vernieuwd worden.
- Het Comité werkt mee aan de organisatie van de tentoonstelling Mystère, de Arend van Vlaanderen. Hommage André De Meulemeester, van 7 tot 21 maart 2014 in de Brugse Stadshallen.
- Het complete beeldarchief van Willy Lustenhouwer werd door het Comité aangekocht en aan het stadsarchief van Brugge geschonken.
- Brugse Bavik Dagen - Driedaags muzikaal feest op de Markt van Brugge.

## Publicaties
Publicaties van het Comité zijn onder meer:
- André VANHOUTRYVE, (ed.), Brugse burgemeesters 1830-1987 Een stad op weg naar de 21ste eeuw, Brugge, 1987.
- Martin FORMESYN e.a., Brugge Belfort en Beiaard, Brugge, 1984
- Jan DEROOSE & Hedwig DACQUIN, Ziejje van Brugge – Biografie van Willy Lustenhouwer, Brugge, 1985
- Hedwig DACQUIN, Veertig jaar Comité voor Initiatief, Brugge, 1996.
- Marc RYCKAERT e.a., Brugge 1900-2000, Brugge, 2000
- Jan D’HONDT e.a., Kiezen voor Brugge, Brugge, 2004
- Sara HOSTE, Stemmen, Brugge, 2006
- Jan D’HONDT & Noël GEIRNAERT e.a., Kant in Brugge 1911 – een technische en sociale omwenteling, Brugge, 2011
- Nico BLONTROCK, Roger Danneels, de zilveren man met de gouden vingers, Brugge, 2012
- Bob WARNIER, 50 jaar Reiefeest in Brugge, in: Brugge die Scone, 2013.

## Voorzitters
Statutair is de burgemeester van Brugge de 'Eerste voorzitter' van het Comité voor Initiatief. De vereniging wordt geleid door een 'Voorzitter':
- 1956-1996: Etienne Claeys (1907-2001)
- 1996-2003: Jean Decort
- 2003-2011: Hedwig Dacquin
- 2011-2019: Eddie Vaneylen
- 2019-2021: Erwin De Jonghe
- 2021-2024: Filip De Craemer
- 2024-heden: Hans Verstraete (ad. interim)

De secretarissen waren achtereenvolgens: 
- Fernand De Coninck
- André De Coninck
- Roger Alleyn
- Gaby Van Daele
- Björn Crul
- Frank Devos
- Caroline Daveloose
- Tonino Cherlet
- Hans Verstraete

## Prijs Etienne Claeys
In 2006 werd een prijs Etienne Claeys voor jong en creatief Brugs talent uitgereikt aan de dichteres Sara Hoste.

## Archief
Het archief van het Comité voor de periode 1956-1996 berust op het stadsarchief van Brugge.